# Eriospermum
Eriospermum é um género botânico pertencente à família Ruscaceae.